# Junior World Rugby Trophy 2012
Junior World Rugby Trophy 2012 – piąty turniej z cyklu Junior World Rugby Trophy rozegrany w dniach 18–30 czerwca 2012 roku w Salt Lake City. Były to międzynarodowe zawody narodowych drużyn rugby union organizowane pod auspicjami IRB dla zawodników do 20 roku życia niższe rangą od rozgrywanych w tym samym roku IRB Junior World Championship.
USA Rugby otrzymał prawa do organizacji turnieju w styczniu 2012 roku, na początku marca opublikowano natomiast składy grup i rozkład gier. Arbitrzy zawodów, w tym pierwsza w historii imprezy kobieta, zostali wyznaczeni pod koniec kwietnia 2012 roku. Wszystkie mecze zawodów rozgrywane były na mieszczącym 4000 kibiców Murray Park Rugby Stadium. W rozgrywkach wzięło udział osiem reprezentacji, podzielonych na dwie grupy po cztery drużyny: Tonga (spadkowicz z JWC 2011), Japonia (ARFU), Zimbabwe (CAR), Kanada (NACRA), Chile (CONSUR), Rosja (FIRA-AER), Gruzja (FIRA-AER) oraz USA (jako gospodarz turnieju).
Turniej był transmitowany w Internecie – przez pierwsze dwa meczowe dni obejrzało go 70 000 osób.
W zawodach triumfowała reprezentacja USA uzyskując prawo występu na mistrzostwach świata juniorów w roku następnym. Najwięcej punktów zdobył przedstawiciel triumfatorów, Madison Hughes, w klasyfikacji przyłożeń z siedmioma zwyciężył zaś reprezentant Tonga, Hosea Saumaki.
IRB opublikowała następnie podsumowanie statystyczno-analityczne tej edycji.

## Faza grupowa

### Grupa A
| 18 czerwca 201214:00 | Chile U-20 | 53:19 | Rosja U-20 | Murray Rugby Park Stadium, Salt Lake City |
| 18 czerwca 201214:00 |            | 53:19 |            | Murray Rugby Park Stadium, Salt Lake City |

| 18 czerwca 201218:00 | Stany Zjednoczone U-20 | 22:11 | Tonga U-20 | Murray Rugby Park Stadium, Salt Lake City |
| 18 czerwca 201218:00 |                        | 22:11 |            | Murray Rugby Park Stadium, Salt Lake City |

| 22 czerwca 201216:00 | Tonga U-20 | 62:7 | Rosja U-20 | Murray Rugby Park Stadium, Salt Lake City |
| 22 czerwca 201216:00 |            | 62:7 |            | Murray Rugby Park Stadium, Salt Lake City |

| 22 czerwca 201218:00 | Stany Zjednoczone U-20 | 54:25 | Chile U-20 | Murray Rugby Park Stadium, Salt Lake City |
| 22 czerwca 201218:00 |                        | 54:25 |            | Murray Rugby Park Stadium, Salt Lake City |

| 26 czerwca 201216:00 | Tonga U-20 | 41:14 | Chile U-20 | Murray Rugby Park Stadium, Salt Lake City |
| 26 czerwca 201216:00 |            | 41:14 |            | Murray Rugby Park Stadium, Salt Lake City |

| 26 czerwca 201218:00 | Stany Zjednoczone U-20 | 36:13 | Rosja U-20 | Murray Rugby Park Stadium, Salt Lake City |
| 26 czerwca 201218:00 |                        | 36:13 |            | Murray Rugby Park Stadium, Salt Lake City |

### Grupa B
| 18 czerwca 201212:00 | Japonia U-20 | 39:36 | Zimbabwe U-20 | Murray Rugby Park Stadium, Salt Lake City |
| 18 czerwca 201212:00 |              | 39:36 |               | Murray Rugby Park Stadium, Salt Lake City |

| 18 czerwca 201216:00 | Gruzja U-20 | 31:17 | Kanada U-20 | Murray Rugby Park Stadium, Salt Lake City |
| 18 czerwca 201216:00 |             | 31:17 |             | Murray Rugby Park Stadium, Salt Lake City |

| 22 czerwca 201212:00 | Gruzja U-20 | 43:7 | Zimbabwe U-20 | Murray Rugby Park Stadium, Salt Lake City |
| 22 czerwca 201212:00 |             | 43:7 |               | Murray Rugby Park Stadium, Salt Lake City |

| 22 czerwca 201214:00 | Japonia U-20 | 38:35 | Kanada U-20 | Murray Rugby Park Stadium, Salt Lake City |
| 22 czerwca 201214:00 |              | 38:35 |             | Murray Rugby Park Stadium, Salt Lake City |

| 26 czerwca 201212:00 | Kanada U-20 | 66:45 | Zimbabwe U-20 | Murray Rugby Park Stadium, Salt Lake City |
| 26 czerwca 201212:00 |             | 66:45 |               | Murray Rugby Park Stadium, Salt Lake City |

| 26 czerwca 201214:00 | Japonia U-20 | 36:29 | Gruzja U-20 | Murray Rugby Park Stadium, Salt Lake City |
| 26 czerwca 201214:00 |              | 36:29 |             | Murray Rugby Park Stadium, Salt Lake City |

## Faza pucharowa

### Mecz o 7 miejsce
| 30 czerwca 201212:00 | Rosja U-20 | 22:10 | Zimbabwe U-20 | Murray Rugby Park Stadium, Salt Lake City |
| 30 czerwca 201212:00 |            | 22:10 |               | Murray Rugby Park Stadium, Salt Lake City |

### Mecz o 5 miejsce
| 30 czerwca 201214:00 | Chile U-20 | 43:31 | Kanada U-20 | Murray Rugby Park Stadium, Salt Lake City |
| 30 czerwca 201214:00 |            | 43:31 |             | Murray Rugby Park Stadium, Salt Lake City |

### Mecz o 3 miejsce
| 30 czerwca 201216:00 | Tonga U-20 | 31:29 | Gruzja U-20 | Murray Rugby Park Stadium, Salt Lake City |
| 30 czerwca 201216:00 |            | 31:29 |             | Murray Rugby Park Stadium, Salt Lake City |

### Finał
| 30 czerwca 201218:00 | Stany Zjednoczone U-20 | 37:33 | Japonia U-20 | Murray Rugby Park Stadium, Salt Lake City |
| 30 czerwca 201218:00 |                        | 37:33 |              | Murray Rugby Park Stadium, Salt Lake City |